# William Kroger
William Saul Kroger (14 avril 1906 - 4 décembre 1995) est un médecin obstétricien américain connu pour ses travaux sur l'hypnose, la médecine psychosomatique et la gynécologie. Il est l'auteur de 12 livres et plus de 150 articles. Il a notamment contribué à la réédition du livre de James Esdaile, Mesmerism in India.

## Projet MK-Ultra et affaire "Jones"
Selon le chercheur Martin Cannon, qui avait interviewé la chroniqueuse et pin-up Candy Jones avant sa mort en 1990, le Dr William S. Kroger associé à la UCLA aurait travaillé avec le médecin de Candy Jones (connu sous le pseudonyme de Gibert Jensen) sur l'affaire Jones et le programme de contrôle mental de la CIA. William Saul Kroger avait lui-même pris le pseudonyme "Marshall Burger".